# David González (futbolista suizo)
David González (Ginebra, Suiza, 9 de noviembre de 1986) es un futbolista suizo, de origen español. Juega de portero y su actual equipo es el Servette FC de la Superliga Suiza.

## Selección nacional
Ha sido internacional con la Selección de fútbol de Suiza Sub-21.

### Participaciones en Copas del Mundo
| Mundial                               | Sede         | Resultado    |
| ------------------------------------- | ------------ | ------------ |
| Copa Mundial de Fútbol Sub-20 de 2005 | Países Bajos | Primera fase |

## Clubes
| Club        | País  | Año       |
| ----------- | ----- | --------- |
| FC Sion     | Suiza | 2006-2008 |
| Servette FC | Suiza | 2008-     |